# Aphera
Aphera is een geslacht van weekdieren uit de klasse van de Gastropoda (slakken).

## Soorten
- Aphera islacolonis (Maury, 1917) †
- Aphera lindae Petuch, 1987
- Aphera scopalveus Finlay, 1926 †
- Aphera tessellata (G. B. Sowerby I, 1832)